# Mikropłatność
Mikropłatność – płatność dokonywana na niewielkie kwoty.
Istnieją dwa najczęściej spotykane podejścia do definiowania mikropłatności.
W ujęciu szerokim, za płatność rozumie się każdą płatność o niskiej kwocie, niezależnie w jakiej formie (gotówką czy bezgotówkowo) i za co jest realizowana. Nie ma jednoznacznej granicy kwoty, od której płatność uważa się za mikropłatność, a górna granica jej wartości bywa ustalana arbitralnie przez poszczególnych dostawców usług płatniczych lub organizacje płatnicze. W Polsce, w ramach prac Koalicji na Rzecz Obrotu Bezgotówkowego i Mikropłatności, przyjęto, iż mikropłatność to płatność o kwotach do maksymalnie 20 zł. Ponieważ tak zdefiniowane płatności są w dominującej większości realizowane nadal przy użyciu gotówki, jednym z proponowanych celów programu rozwoju obrotu bezgotówkowego w Polsce na lata 2014–2020, przygotowanego w ramach Koalicji, stało się zwiększenie powszechności dokonywania płatności o niskich kwotach bez użycia gotówki.
W ujęciu węższym za mikropłatność uważa się tylko płatności elektroniczne o bardzo małych, nawet kilkugroszowych kwotach (bądź w równowartości najniższych jednostek w innych walutach). Takie mikropłatności są wykorzystywane głównie przy zakupach w grach komputerowych lub w sklepach internetowych, w tym przy płatnościach za dostęp do dóbr elektronicznych: muzyki, filmów, artykułów z gazet, gier. Mikropłatności mogą być tutaj realizowane za pośrednictwem różnych bezgotówkowych instrumentów płatniczych (np. karta płatnicza, przelew) i różnych kanałów elektronicznych (np. bankowość elektroniczna, telefon komórkowy). Oprócz wartości transakcji, głównym wyróżnikiem mikropłatności w węższym ujęciu, zwłaszcza w ramach gier komputerowych, jest czas realizacji płatności – kupujący otrzymuje nabywane towary w wielu przypadkach natychmiast po dokonaniu płatności, zazwyczaj za pomocą tzw. „jednego kliknięcia”. Inną zaletą mikropłatności – zarówno z punktu widzenia sprzedającego, jak i kupującego jest to, że klient – z reguły w czasie dokonywania płatności nie opuszcza strony internetowej sklepu. Jest to szczególnie ważne, np. dla uczestników gier sieciowych, w których dokupienie dodatkowych usług nie wymaga przerwania rozgrywki. Dokonany w ten sposób zakup jest bardziej impulsywny, na czym z kolei korzystają sprzedający. Proces potwierdzania płatności przez użytkownika jest znacznie szybszy i prostszy niż w innych metodach.